# Aérodrome de Saint-Cyr-l'École
L'aérodrome de Saint-Cyr-l'École (code IATA : ZXB - code OACI : LFPZ), est un aérodrome francilien situé à 21 kilomètres au sud-ouest de Paris, sur la commune de Saint-Cyr-l'École, dans le département des Yvelines et la région Île-de-France. Il est exploité par le Groupe ADP.

## Situation
| \| 20 km1:401 000 \| Beynes - Thiverval Chavenay - Villepreux Chelles Coulommiers Fontenay-Trésigny La Ferté-Alais Lognes-Émerainville Mantes - Chérence Meaux - Esbly Melun-Villaroche Moret - Épisy Nangis Les Loges Saint-Cyr-l'É. Les Mureaux Étampes Charles-de-Gaulle Le Bourget Orly Pontoise - Cormeilles-en-V. Paris-Saclay-Versailles Issy-les-M. Villacoublay |
| 20 km1:401 000 |

## Histoire
La vocation aéronautique de Saint-Cyr-l'École date du début du XXe siècle.
Le comte de La Vaulx fait construire en 1907 « aux portes de Saint-Cyr » un hangar pour abriter un dirigeable dit aéronat. La même année, Santos-Dumont poursuit les essais de son monoplan surnommé la Demoiselle, reliant Saint-Cyr à Buc à la vitesse de 90 km/h. La construction de l'aérostat à coque rigide de Joseph Spiess s'effectuera avec l'aide de l’État et de la société Zodiac dans ces mêmes hangars.
Trois ans plus tard, le dirigeable, La Liberté, fait une série d'ascensions ayant pour base un hangar démontable sur le terrain qu'occupera ultérieurement la base aérienne 272.
En 1911, l'institut aérotechnique (IAT) est créé par Henry Deutsch de la Meurthe pour effectuer « toutes recherches et essais concernant la technique des appareils en équilibre ou en mouvement dans l'air ».
Des recherches, entreprises à partir de 1909 par Gustave Eiffel, aboutissent en 1911 au dépôt d'un brevet qui concerne un dispositif (diffuseur placé en sortie de veine d'expériences) ayant pour but d'augmenter le rendement énergétique des installations destinées à créer des courants d'air artificiels (souffleries).

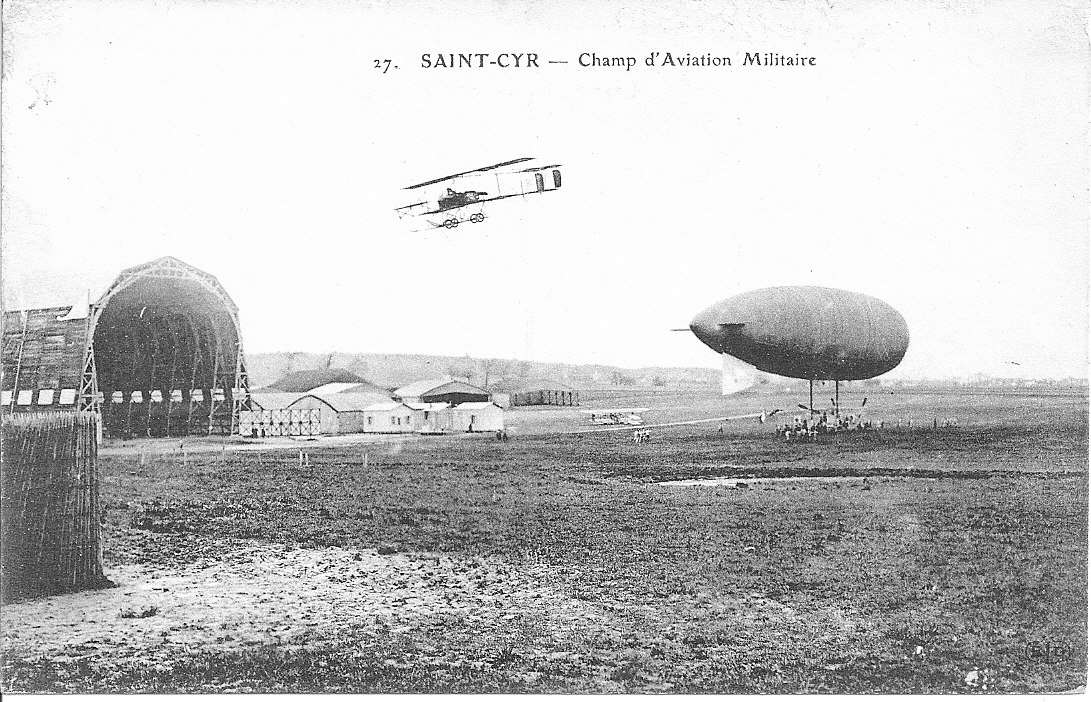
L'aérodrome militaire de Saint-Cyr au début du siècle.

En septembre 1912, le capitaine Étévé est promu chef du centre aéronautique de Saint-Cyr-l'École : l'aviation et l'aérostation sont regroupées sous ses ordres. Le terrain en bordure de la « route aux cochons » (l'actuelle rue du Docteur-Vaillant) est retenu, ainsi que la caserne Charles-Renard, destinée à recevoir les pilotes.
En 1913, le premier groupe d'aérostation se trouve à Saint-Cyr-l'École. De nombreux essais de dirigeables sont effectués, des « saucisses » sont montées dans les ateliers de la base où beaucoup d'ouvrières de la commune sont employées à l'entoilage. La même année, le premier dirigeable à carcasse rigide, le Spiess, est construit par la société Zodiac.
En août 1914, au début de la Première Guerre mondiale, le camp de Mourmelon est replié à Saint-Cyr-l'École et pendant la guerre, le champ d'aviation devient un énorme atelier et un centre de réparation des appareils endommagés qui arrivent par trains entiers. Quatre mille personnes, civils et militaires y travaillent en 1917.

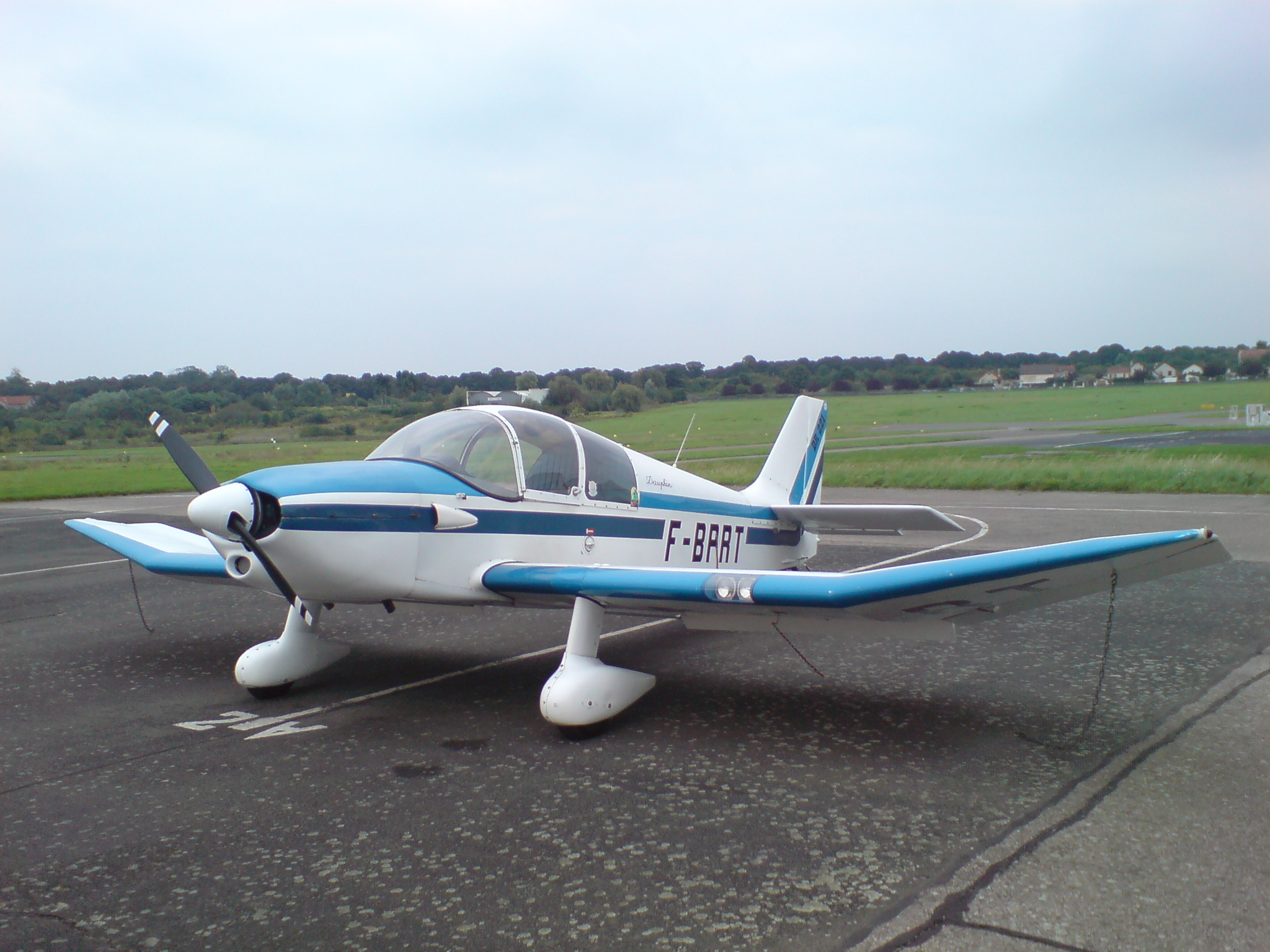
Robin DR221 sur le parking de l'aéroclub Les Alcyons.

En juillet 1944, durant la Seconde Guerre mondiale, les bombardements massifs des alliés détruisent les installations militaires et la ville. À partir de 1946, la base est amputée de son aérodrome, lequel est cédé au ministère des Travaux publics et des Transports et devient géré par Aéroports de Paris.

## L'aérodrome aujourd'hui
Avec 1 500 pilotes répartis sur 10 aéroclubs, l'aérodrome affiche chaque année plus de 70 000 mouvements. Ceux-ci sont constitués uniquement de vols privés (mouvements non commerciaux), et plus de 50 % d'entre eux sont des vols de formation au pilotage (tours de pistes, vols locaux, navigation aérienne).
S'agissant de vols à vue (VFR), ils sont très dépendants de la météorologie, qui peut rendre impraticable les pistes en herbe lors des périodes pluvieuses et une partie de l'hiver.
Depuis 2020, le fuselage d'un Noratlas est désormais exposé à l'aérodrome.
En juin 2023, l'aérodrome est un temps retenu pour servir de future base pour les taxis volants du constructeur Volocopter afin de relier l'héliport d'Issy-les-Moulineaux à l'horizon 2024, dans le cadre des Jeux olympiques et paralympiques. Le projet est finalement retardé.

## Aéroclubs et écoles basés à Saint-Cyr-l'École

### Aéroclubs
- Cercle aéronautique du SGAC[9]
- Aéroclub « Les Alcyons »[10]
- AVA : amicale de voltige aérienne[11]
- ACBB : aéroclub de Boulogne-Billancourt[12]
- Aéroclub de Versailles[13]
- Aéroclub de Courbevoie Gaston Samson[14]
- Aéroclub Paul-Tissandier[15]
- Aéroclub André Tesson Rueil-Malmaison[16]
- Aéroclub Pierre-Trebod[17]
- Les Ailes Normandes, ULM[18]